# Країна мрій (альбом)
Країна мрій (рус. Страна грёз, читается как «крайи́на мрий») — первый студийный альбом группы «Вопли Видоплясова».
Альбом, в который вошли песни разных лет, записывался в несколько приёмов в 1992—1993 году, и был сведён в 1994 году в Киеве при участии Сергея Поповича (лидера группы «Раббота Хо»). Издан в том же году ограниченным тиражом.
В 1997 году альбом был переиздан массовым тиражом, при этом был изменён состав и порядок песен, в частности добавлена версия песни «Танцi» на французском языке, и улучшено их звучание (доработка производилась в Париже).
В 2017 году издание Karabas LIVE включило «Країна мрій» в список 100 главных украинских альбомов, вышедших с 1991 года, отметив, что благодаря этому альбому группа обрела массовую популярность.
Песня «Країна мрій» дала название украинскому музыкальному этническому фестивалю «Країна Мрій», основателем и организатором которого является лидер группы Олег Скрипка.

## Список композиций
| 1994 год | 1997 год |
| --- | --- |
| 1. Кармен 2. Машина 3. Я підійду 4. Мусса 5. Ты ушёл 6. Знову зима 7. Галелуя 8. Alright 9. Автострада у пекло 10. Танці 11. Легенда про кохання 12. Ліда 13. Шалена зірка 14. Танго 15. Веселковий твіст 16. Зв’язок 17. Колись 18. Країна мрій | 1. Dansez 2. Шалена зірка 3. Машина 4. Я підійду 5. Кармен 6. Зв’язок 7. Легенда про кохання 8. Ліда, Ліда 9. Веселковий твіст 10. Галелуя 11. Ты ушёл 12. Олрай 13. Галю, приходь 14. Танго 15. Колись 16. Танці 17. Країна мрій |

## Участники записи
- Олег Скрипка — вокал, баян, саксофон, акустическая гитара, бэк-вокал
- Юрий Здоренко — гитара, вокал
- Александр Пипа — бас-гитара, бэк-вокал
- Сергей Сахно — ударные, бэк-вокал

## Кавер-версии
В 2011 году группа сделала белорускоязычный кавер «бел. Краіна мрой» на песню «укр. Країна мрій» для компиляции «Будзьма! Тузін. Перазагрузка-2». В 2018 году музыкальный портал Tuzin.fm вместе с Letapis.by включил песню «бел. Краіна мрой» Воплей Видоплясова в топ «60 белорускоязычных хитов современности» (список лучших песен, выпущенных с 1988 года).